# 雅德
雅德（穆麟德轉寫：yade，？—1801年），瓜爾佳氏，滿洲正紅旗人。清朝官员。

## 生平
1754年（乾隆十九年）監生考補內閣中書。1761年，升侍讀。1763年再昇侍讀學士兼公中佐領。之後歷任正白旗蒙古副都統、擢盛京工部侍郎兼管奉天府府尹事、授葉爾羌辦事大臣。1775年調喀什噶爾辦事大臣，越兩年補工部右侍郎及調倉場侍郎。
1780年代，雅德就任各地巡撫，歷任山西、福建等地巡撫。在任職福建巡撫期間，因為坐視轄下之台灣地區爆發的漳泉械鬥動亂不管，僅派低層官員前往台灣處理，遭革職查辦，後因前往台灣處理補救得宜，改為留職查辦。
1789年，雅德被卸任閩浙總督富勒渾推薦，而升為閩浙總督是為清朝封疆大吏之一。
| 前任： 楊魁 | 福建巡撫 1782年上任 | 繼任： 浦霖 |